# Little Busters!
Little Busters! (リトルバスターズ!, Ritoru Basutāzu!) est un visual novel japonais développé par Key. Il est d'abord sorti en édition limitée tous publics le 27 juillet 2007 sur PC sous forme de DVD. Une édition normale, également tous publics, est sortie le 28 septembre 2007. Little Busters! est le sixième jeu de Key, après d'autres titres comme Kanon, Air ou Clannad. Bien que les deux premières éditions de Little Busters! soit évaluées « tous publics », elles comportent cependant des images suggestives sous forme de fan service. Une version adulte (eroge), nommée Little Busters! Ecstasy, est sortie le 25 juillet 2008, à l'inverse de Kanon et Air qui sont d'abord sortis sous forme d'eroge, et ont ensuite connu des versions tous publics dont le contenu adulte a été retiré. Le titre du jeu, Little Busters!, vient d'un groupe d'amis se faisant appeler les « Little Busters » dont le héros du jeu, Riki Naoe, fait partie depuis son enfance. En juin 2010, Key a sorti un eroge qui est un spin-off de Little Busters!, Kud Wafter, qui continue l'histoire de Kudryavka Noumi, une des héroïnes de Little Busters! et de Ecstasy.
Le gameplay de Little Busters! suit un scénario prédéfini qui offre différentes histoires selon les interactions, il y a cinq scénarios disponibles lors de la première partie focalisées sur Komari, Kurugaya, Haruka, Kud et Mio, qu'il faudra compléter pour débloquer le scénario de Rin et qui une fois achevée débloque un scénario final : Refrain. Il est à noter que dans la version Ecstasy le jeu offre trois scénarios supplémentaires dont une avec une héroïne inédite, il n'est alors nécessaire que de compléter cinq des scénarios pour débloquer celui de Rin. Le jeu contient également plusieurs mini-jeux comme des séquences proches d'un jeu de combat, des jeux de baseball, qui permettent aux personnages d'augmenter leur expérience, d'obtenir des accessoires à utiliser pendant les combats, ou augmenter leurs points de caractéristiques. Le jeu a bénéficié d'un groupe de développement étendu, incorporant de nouveaux membres aux postes de directeur artistique, scénariste et responsable de la bande originale du jeu.
Il existe cinq adaptations de Little Busters! en manga, deux prépubliées dans Dengeki G's Magazine de l'éditeur ASCII Media Works, deux prépubliées dans Dengeki G's Festival! Comic du même ASCII Media Works, et une cinquième prépubliée dans Comp Ace de Kadokawa Shoten. Une série de nouvelles illustrées a également été publiée dans Dengeki G's Magazine. Une webradio a débuté en juin 2008 avec les doubleurs de Rin et Kyousuke Natsume dans le jeu ; la voix de Kudryavka Noumi y apparaît également depuis mars 2009.

## Système de jeu
Little Busters! demande peu d'interaction de la part du joueur : celui-ci passe la plupart du jeu à lire le texte qui apparaît à l'écran, représentant soit des dialogues avec les autres personnages, soit les pensées du héros. De temps en temps, le joueur arrive à un « point de décision », où il lui faut choisir entre différentes options indiquées à l'écran, généralement deux ou trois. Le temps passé entre deux points de décision varie entre une minute et beaucoup plus de temps. À chaque point de décision, le jeu se met en pause jusqu'à ce qu'un choix soit fait ; ce choix oriente le scénario dans une direction spécifique selon la décision du joueur.
Dans le jeu original, il existe six scénarios possibles pour le joueur, chacun correspondant à une des héroïnes du jeu. Les scénarios sont au nombre de neuf dans Little Busters! Ecstasy, où deux personnages secondaires deviennent principaux et où un personnage inédit a été ajouté. S'il veut voir tous les scénarios possibles, le joueur doit donc refaire le jeu plusieurs fois et faire des choix différents sur les points de décision. Lorsque le scénario de l'une des héroïnes est terminé, il devient indisponible pour la suite du jeu, car le dernier choix permettant de jouer le scénario de cette héroïne n'apparaît plus. Une fois que les scénarios de toutes les héroïnes ont été joués, il apparaît un dernier scénario intitulé Refrain, qui permet de donner la conclusion définitive de l'histoire, et de répondre aux questions posées par l'histoire. Terminer le dernier scénario permet également de débloquer à nouveau les scénarios de toutes les héroïnes, pour permettre au joueur de les rejouer, et certains points de décision possèdent des choix supplémentaires.
Les membres du groupe des Little Busters sont souvent mêlés à des bagarres, soit entre eux soit avec les autres. Les séquences de combat sont conçues pour ressembler à un jeu de combat, mais il n'y a pas d'interaction avec le joueur pour combattre. Chaque personnage dans la bagarre a un ensemble de caractéristiques qui lui est attribué (dont la force, l'endurance, l'agilité, les réflexes, la concentration, le jugement et la chance), ainsi qu'une barre de vie qui tient le compte des points de santé qu'il a perdu. Le nombre maximum de points de santé est déterminé par l'endurance du personnage. Des armes peuvent être utilisées, ainsi que les accessoires que possèdent les personnages qui combattent. Il existe également des missions supplémentaires, pour accomplir des objectifs qui dépendent du choix du joueur si la mission est réussie ou ratée. Ces missions sont liées aux séquences de combat et de baseball, car elles servent également à donner aux personnages de l'expérience, des accessoires à utiliser dans les prochains combats, ou des points pour leurs caractéristiques. Cependant, elles n'ont aucune influence sur le scénario principal ; le joueur peut même désactiver les combats ou les entraînements de baseball pour se concentrer sur le scénario principal uniquement.
La première fois que le jeu se lance, les caractéristiques de Rin sont trop faibles, mais une fois que le joueur a terminé les scénarios de plusieurs héroïnes, Rin et Riki commencent le jeu avec des caractéristiques plus élevées qu'avant, ce qui leur permet de mieux se défendre face à des adversaires ayant des caractéristiques élevées. Au cours du jeu, le joueur doit diriger Riki en choisissant les bonnes options dans les points de décision pour résoudre les problèmes de toutes les filles du jeu, à l'exception de Rin.
Bien que la version originale de Little Busters! soit tous publics, il contient de nombreuses images montrant les personnages féminins dans des situations équivoques, quoique pas au point d'être classées comme hentai. Ceci contraste fortement avec les précédents titres de Key comme Clannad ou Planetarian: Chiisana Hoshi no Yume, qui sont également classés tous publics, mais ne contiennent aucune image équivoque ni même de fan service. Des éléments réservés aux adultes ont été ajoutés à la troisième édition du jeu, intitulée Little Busters! Ecstasy, ainsi que de nouveaux éléments pour les scénarios précédents et de nouveaux scénarios consacrés à Kanata Futaki et Sasami Sasasegawa — qui étaient des personnages secondaires dans la version originale. Une nouvelle héroïne nommé Saya Tokido a également été ajoutée pour Ecstasy. Les scénarios des nouvelles héroïnes ne sont pas disponibles la première fois que le jeu est lancé.

## Contenu

### Localisation et thèmes
La plus grande partie du jeu se passe dans un lycée au Japon. Il existe un « secret de ce monde » dont parle Kyousuke ; Kengo et Masato en sont aussi conscients. Les personnages vivent dans les dortoirs pour filles et pour garçons du lycée, qui sont l'un à côté de l'autre. En face des dortoirs se trouve le bâtiment principal de l'école, où se déroulent les cours, et qui abrite aussi une cafétéria au rez-de-chaussée. Le lycée a quatre étages et le toit est accessible à tous. De l'autre côté de ce bâtiment se trouve la grande cour de l'école, et une piscine y est adjacente. De l'autre côté de la cour se trouve le terrain de baseball ; le gymnase et le court de tennis se trouvent à côté, plus près du bâtiment principal de l'école.
L'enfance et l'adolescence sont deux des principaux thèmes de Little Busters!,. Le générique d'ouverture du jeu commence par deux phrases en anglais : « What 'Adolescence' do you have ? » (« Quelle "adolescence" as-tu ? ») et « Do you remember 'Childhood' ? » (« Te souviens-tu de "l'enfance" ? »). Riki Naoe, le héros du jeu, a quatre amis d'enfance avec qui il a grandi et avec qui il traîne toujours au début de l'histoire. Donc, l'amitié, est un autre thème important, présenté à travers la relation de Riki avec ses amis de lycée, et qu'il croit irremplaçable. Le générique d'ouverture du jeu contient une troisième phrase en anglais, « The irreplaceable one existed there » (« L'irremplaçable existait ici »), mais une autre phrase a été ajoutée dans le générique de Ecstasy : « This will remind you that you have to recollect 'Adolescence' » (« Cela te rappellera que tu dois te souvenir de "l'adolescence" »).

### Personnages principaux
Le joueur joue le rôle de Riki Naoe, le héros de Little Busters!. Il est considéré comme faible à cause de son apparence efféminée et sa constitution physique, mais il est très persévérant et a plus de bon sens que la plupart de ses amis. Il est membre d'un groupe d'amis qui se fait appeler les « Little Busters », qui était autrefois composé de quatre membres, mais s'est étendu à cinq quand Riki les a rejoints pendant son enfance, puis à dix au cours de l'histoire quand les cinq héroïnes le rejoignent. Le chef des Little Busters est Kyousuke Natsume, qui est aussi le plus âgé du groupe. Il a souvent des idées absurdes, mais leur donne presque toujours une explication raisonnable. Il souffre de lolita complex même s'il le nie.
La petite sœur de Kyousuke, Rin Natsume, est la première héroïne de Little Busters!, et initialement, elle est la seule fille du groupe des Little Busters. Elle ne communique pas bien avec les autres car elle a peu d'aptitudes sociales, et peut être perçue comme incapable de s'exprimer. À cause de cela, elle est anti-sociale et on la voit souvent seule. Rin aime les chats et s'occupe de plusieurs chats errants à l'école ; il n'est pas rare que plusieurs chats la suivent. Le camarade de chambre de Riki, Masato Inohara, est un autre membre des Little Busters ; il aime s'entraîner et augmenter sa masse musculaire. Il a beaucoup d'affection pour Riki, qu'il aimerait beaucoup exprimer à voix haute. Le rival de Masato est un autre membre des Little Busters, Kengo Miyazawa, qui est très doué en kendo et semble avoir un caractère cynique, mais sa passion pour les Little Busters est sans commune mesure avec celle des autres membres.
Riki rencontre cinq autres filles de son lycée, qui deviennent par la suite membres des Little Busters ; ce sont les autres héroïnes du jeu. La première est Komari Kamikita, une fille très enfantine, qui adore les contes de fées, les livres d'images, les bonbons et les vêtements avec beaucoup de froufrous. Elle est très maladroite et ne réfléchit pas souvent avant d'agir. Elle réussit bien dans ses études, et elle est étrangement athlétique, bien qu'elle soit parfois handicapée par sa faiblesse et par le fait qu'elle n'a jamais fait de sport avant. Haruka Saigusa est dans une autre classe que Riki, mais malgré cela elle trouve toujours du temps pour rester avec lui. Haruka est une enfant à problèmes, et fait souvent du tapage juste pour s'amuser, si bien que sa sœur jumelle Kanata Futaki, la responsable de la morale publique, la poursuit souvent.
Kudryavka Noumi, surnommée « Kud » (クド, Kudo), est une jeune fille qui est aux trois quarts russe et un quart japonaise. Son grand-père était japonais, et de par l'influence qu'il a eue sur elle, elle en a appris beaucoup sur la langue et la culture japonaises. Elle est mauvaise en anglais, mais elle a quand même sauté une classe, car elle a obtenu des crédits en étudiant à l'étranger ; elle est donc la plus jeune membre des Little Busters. Elle apparaîtra également dans le neuvième jeu de Key, Kud Wafter, en tant qu'héroïne. Yuiko Kurugaya est une camarade de classe de Riki qui a une personnalité hautaine, et porte parfois une réplique de katana qu'elle appelle Muramasa. Elle est considérée par les autres comme une grande sœur bien qu'elle ait le même âge ; Haruka l'appelle Anego (姉御, « grande sœur »). Elle aime beaucoup les choses ou les gens qu'elle considère comme mignons, ce qui inclut plusieurs des personnages féminins du jeu. Mio Nishizono est une fille calme et très serviable. À cause de sa santé fragile, elle porte souvent une ombrelle à l'extérieur. Elle aime lire, particulièrement les histoires de shōnen-ai, et sa chambre est remplie de livres. Elle a toujours sur elle un livre de poèmes de Bokusui Wakayama.

### Histoire
L'histoire de Little Busters! est centrée sur le héros Riki Naoe, un jeune lycéen. Quand Riki était enfant, ses parents sont morts, et il en est resté désespéré et déprimé. Il a été sauvé par un groupe de trois garçons et d'une fille de son âge, se faisant appeler les Little Busters, un groupe se donnant la mission de combattre le mal et préserver la justice. Le chef du groupe était Kyousuke Natsume, qui a une petite sœur nommée Rin. Les deux autres membres étaient Masato Inohara et Kengo Miyazawa qui, bien qu'amis, étaient rivaux en sport. Le groupe s'est occupé de Riki et a joué avec lui pendant qu'il en avait besoin, faisant de lui le cinquième membre des Little Busters. Riki aimait jouer avec eux, et à force, son chagrin de la mort de ses parents a commencé à disparaître. Quand l'histoire commence, Riki et ses amis sont apparemment en deuxième année de lycée, sauf Kyousuke qui est en troisième année. Ils sont toujours ensemble et apprécient leur vie au lycée.
L'histoire commence le dimanche 13 mai 2007, et le jour suivant, Kyousuke emmène les Little Busters jouer au baseball, mais ils ne sont pas assez nombreux pour constituer une équipe complète. Kyousuke confie à Riki et Rin la mission de trouver d'autres personnes du lycée pour rejoindre l'équipe, de préférence des filles pour que Rin ne soit pas la seule fille de l'équipe. Riki trouve cinq filles de son âge qui veulent bien venir : Komari Kamikita, une fille enfantine et maladroite, Haruka Saigusa, une fille à problèmes qui aime bien faire du chahut juste pour s'amuser, Kudryavka Noumi, une fille un quart japonaise qui est au club d'économie domestique et qui parle très mal l'anglais, Yuiko Kurugaya, une fille très respectée par ses pairs qui a un caractère hautain, et Mio Nishizono, une fille calme et fragile qui porte toujours une ombrelle quand elle sort. Au cours du jeu, Riki rencontre à nouveau ces filles et fait davantage leur connaissance.

## Développement
Pour la première fois dans l'histoire de Key, deux artistes ont occupé la position de directeur artistique pour Little Busters! : Itaru Hinoue et Na-Ga. Itaru Hinoue est la directrice artistique principale de Key depuis leur premier visual novel, Kanon, et Na-Ga fait partie de Key depuis Air, travaillant sur les décors de fond utilisés dans les jeux de Key. À cause de la présence de deux directeurs artistiques, la création des personnages a été divisée entre les deux, bien que Na-Ga ait créé la plupart des personnages. Sur les six héroïnes de l'histoire, chaque artiste en a créé trois : Komari, Haruka et Yuiko par Itaru Hinoue, et Rin, Kudryavka et Mio par Na-Ga. Jun Maeda a contribué au scénario et a également travaillé sur la composition de certaines musiques du jeu. Little Busters! est le dernier jeu auquel Jun Maeda contribue en tant que scénariste. Parmi les autres scénaristes, on trouve Leo Kashida qui a également travaillé sur Tomoyo After: It's a Wonderful Life, et deux nouveaux scénaristes : Yūto Tonokawa et Chika Shirokiri. Jun Maeda a écrit le scénario de Rin et de tous les personnages masculins, Kashida a écrit le scénario de Mio, Tonokawa a écrit les scénarios de Komari et Yuiko, et enfin, Shirokiri a écrit les scénarios de Haruka et de Kudryavka. La musique du jeu a été composée par Maeda et par quatre autres personnes, dont les compositeurs principaux de Key, Shinji Orito et Magome Togoshi, et deux nouveaux, Manack et PMMK. Togoshi a quitté Key en octobre 2006, avant la mise en vente du jeu.

### Sorties
Le 1er juin 2007 est sortie une démo gratuite de Little Busters!, disponible en téléchargement sur le site de Key. Dans cette démo, le joueur faisait la connaissance des membres du groupe des Little Busters au cours d'une séquence courte présentant le gameplay typique d'un visual novel. La démo ne permettait pas d'interagir avec les scènes présentées, ce qui la rapprochait plutôt d'un « roman kinétique ». Le jeu complet est d'abord sorti dans une édition limitée le 27 juillet 2007 en DVD jouable sur PC sous Microsoft Windows. L'édition standard est sortie le 28 septembre 2007. L'édition limitée contenait un album d'arrangements de certaines musiques du jeu, ainsi qu'un guide de 128 pages intitulé Natsume Kyousuke Fūrai Ki (棗恭介風来記). Le guide contenait des informations supplémentaires et des images des personnages, des décors de fond, l'exposition d'art, des images des héroïnes publiées dans des magazines d'anime et de jeux, une section questions-réponses, des informations sur les créateurs du jeu et les paroles de certaines chansons du jeu. Dans une interview de Jun Maeda et de Yūto Tonokawa dans le numéro d'août 2007 de Push!!, il est indiqué que le scénario de Little Busters! est deux fois plus long que celui de Air, mais deux fois moins long que celui de Clannad. Cependant, ce calcul ne prend pas en compte les mini-jeux de Little Busters! qui rallongent le jeu.
Une version pour adultes du jeu, intitulée Little Busters! Ecstasy (リトルバスターズ!エクスタシー, Ritoru Basutāzu Ekusutashī) ou plus simplement Little Busters-EX, est sortie en édition limitée le 25 juillet 2008 sur deux DVD jouables sur PC sous Microsoft Windows ; l'édition standard est sortie le 26 septembre 2008. L'édition limitée contenait un album de remixes de la musique du jeu, et un CD audio de 22 minutes contenant un épisode spécial de la webradio de Little Busters!,. Ecstasy contient de nouveaux scénarios et de nouvelles images, et deux personnages féminins secondaires — Kanata Futaki et Sasami Sasasegawa — sont devenues des héroïnes au même titre que les héroïnes existantes ; il a également été ajouté une nouvelle héroïne, Saya Tokido, dessinée par Na-Ga et dont le scénario a été écrit par Jun Maeda. Tonokawa a écrit le scénario de Sasami, et Shirokiri celui de Kanata. Des dialogues du jeu original ont été réécrits pour Ecstasy, portant le nombre de lignes de dialogues à 43 347,. Le nombre total de mots dans les dialogues d'Ecstasy est supérieur à celui de Clannad d'environ 4 000 mots, ce qui en fait la plus longue œuvre de Key ; il y a tellement de données que le jeu est disponible sur deux DVD au lieu d'un seul pour le premier Little Busters!,.
Ce n'est pas avant trois ou quatre mois avant la première sortie de Little Busters! qu'a été décidée la création de Ecstasy. L'édition normale de Little Busters! Ecstasy contient quelques ajouts et changements mineurs dans les scénarios et les mini-jeux, dont l'ajout d'armes disponibles dans les mini-jeux de combat. Une mise à jour, 1.01, de la version limitée de Little Busters! Ecstasy a été publiée par Key gratuitement sur leur site le 22 septembre 2008 ; la version standard de Ecstasy contient cette mise à jour,. Une version tous publics de Ecstasy sur PC a été publiée par Key le 31 juillet 2009 sous la forme d'un coffret, contenant cinq autres visual novels de Key et baptisé « Key 10th Memorial Box ». Prototype a publié un portage sur PlayStation 2 de Little Busters! Ecstasy intitulé Little Busters! Converted Edition le 24 décembre 2009, où le contenu réservé aux adultes a été retiré du jeu. Il était possible d'essayer la version PS2 pendant « Key 10th Memorial Fes », un événement spécial organisé pour les 10 ans de Key du 28 février au 1er mars 2009. Prototype prépare également un portage du jeu sur PSP.

## Adaptations

### Livres et publications écrites
Une série de douze nouvelles a été publiée dans le magazine bishōjo Dengeki G's Magazine édité par ASCII Media Works. Les nouvelles, publiées sous le titre collectif Official Episode Collection, sont sorties en deux fois : les six premières du 30 janvier 2006 au 30 juin 2006, et les six suivantes du 30 août 2006 au 30 janvier 2007. Dans chacun des deux lots d'histoires, chaque histoire était centrée sur l'une des six héroïnes, et était accompagnée d'une grande image du personnage en question prenant quasiment toute la première page de chaque nouvelle. Cette mise en page ne laissait qu'un petit bloc de texte en bas de la première page, généralement suivi par une pleine page de texte avec l'image de l'héroïne en arrière-plan. Komari, Haruka et Yuiko étaient dessinées par Itaru Hinoue tandis que Rin, Kudryavka et Mio étaient dessinées par Na-Ga. Les nouvelles étaient écrites par le scénariste qui s'était occupé du personnage correspondant : Jun Maeda a écrit les nouvelles de Rin, Leo Kashida celles de Mio, Yūto Tonokawa celles de Komari et Yuiko, et Chika Shirokiri celles de Haruka et Kudryavka.
Une anthologie de nouvelles en un volume a également été publiée par Ichijinsha le 25 janvier 2008 via leur label DMC Novel, sous le nom de Little Busters! Novel Anthology. Les histoires étaient écrites par six auteurs différents et illustrées par six artistes. Quatre volumes d'une compilation d'histoires courtes écrites par différents auteurs, Little Busters! SSS, ont été publiés par Harvest de mars à novembre 2008. Harvest a aussi publié un roman de Tasuku Saika, Little Busters! Le journal des ennuis de Haruka Saigusa (リトルバスターズ!三枝葉留佳の事件簿, Ritoru Basutāzu! Saigusa Haruka no Jikenbo) en août 2008. Six volumes d'un autre recueil de nouvelles, Little Busters! Ecstasy SSS, ont été publiés par Harvest de janvier à juillet 2009. Cinq volumes d'une série d'histoires pour adultes écrites par plusieurs auteurs, Little Busters! Ecstasy H&H, ont été publiés par Harvest de février à mai 2009. Harvest a publié un roman d'Osamu Murata intitulé Little Busters! Ecstasy: Notre guerre de la fête de l'école (リトルバスターズ！エクスタシー 僕らの学園祭戦争, Ritoru Basutāzu! Ekusutashī Bokura no Gakuensai Sensō) en mars 2009. Le premier volume d'une compilation d'histoires courtes écrites par Shin'ichirō Kodama, Ken'ichi Itoi et Kachō, intitulée LittBus. (りとばす。, Ritobasu.), est sorti en mai 2009, le second en juillet 2009.
Un art book intitulé Little Busters! Perfect Visual Book (リトルバスターズ! パーフェクトビジュアルブック, Ritoru Basutāzu! Pāfekkto Bijuaru Bukku) est sorti le 20 décembre 2007. Édité par ASCII Media Works, ce livre cartonné de 206 pages contient une compilation des dessins du jeu et des œuvres promotionnelles, les profils détaillés des personnages, des mémos et un résumé du scénario du visual novel. On y trouve également des images de scènes coupées du jeu, des illustrations concept, des interviews des créateurs du jeu et une nouvelle, « Notre » Matin (「僕ら」の朝, 'Bokura' no Asa), par Yūto Tonokawa. Un court chapitre à la fin du livre donne les partitions et les paroles de chansons du jeu. Le livre était vendu avec deux sous-mains (shitajiki) ; les caractéristiques des équipements de combat utilisables dans les mini-jeux étaient indiqués sur l'un d'entre eux. Un autre art book consacré à Ecstasy, Little Busters! Ecstasy Perfect Visual Book (リトルバスターズ!エクスタシー パーフェクトビジュアルブック, Ritoru Basutāzu! Ekusutashī Pāfekkto Bijuaru Bukku), a été publié le 19 décembre 2008 par ASCII Media Works.

### Manga
Un manga de yonkoma (gags en 4 cases), intitulé Little Busters! The 4-koma, a été publié dans Dengeki G's Magazine d'ASCII Media Works de mars 2006 à mars 2010. Même si la publication du manga a commencé avant la sortie du visual novel, l'histoire, illustrée par Yūya Sasagiri, est inspirée de celle du jeu. La plupart des chapitres contiennent huit pages et 15 séries de yonkoma. Certains chapitres, comme le 17 et le 22, commencent comme des pages de manga classiques, suivies de huit pages contenant 16 yonkoma. Un chapitre supplémentaire, intitulé Édition Voyage d'affaires (出張版, Shutchōban), publié dans le neuvième volume de Dengeki G's Festival le 30 juin 2007, contenait dix pages et 19 yonkoma en couleurs. Des chapitres spéciaux du manga ont été publiés dans une autre publication d'ASCII Media Works, Dengeki G's Festival! Comic. Le premier volume relié (tankōbon), contenant les 17 premiers chapitres, est sorti le 27 août 2009, publié par ASCII Media Works sous le label Dengeki Comics EX. La fin du premier volume contenanti un bonus (omake) sous forme d'un manga de quatre pages, ainsi que deux pages de commentaires par des membres de Key : Itaru Hinoue, Jun Maeda, Na-Ga et Yūto Tonokawa. Le 27 avril 2009, trois volumes ont été publiés, le quatrième étant à venir. Yūya Sasagiri illustre un autre yonkoma, Little Busters! EX The 4-koma, qui a été prépublié en avant-première dans le numéro d'avril 2010 de Dengeki G's Magazine et sera régulièrement publié dans ce magazine à partir de mai 2010.
Un autre manga, illustré par Nobuyuki Takagi, a été prépublié dans Dengeki G's Festival! Comic le 26 novembre 2007. Le premier volume de ce manga est sorti le 27 avril 2009, le second est prévu pour le 27 mars 2010. Un quatrième manga, qualifié de « bande dessinée officielle de Little Busters! », a commencé sa prépublication dans le magazine Comp Ace de Kadokawa Shoten le 26 mars 2008 ; il est illustré par Mogura Anagura. Le premier volume de ce manga est sorti le 26 septembre 2008, le second en mars 2009. Une cinquième adaptation en manga, Little Busters! Ecstasy (リトルバスターズ!エクスタシー, Ritoru Basutāzu! Ekusutashī), a été prépubliée dans Dengeki G's Festival! Comic à partir du 26 janvier 2009 ; ce manga est illustré par Zen.
Plusieurs anthologies de manga sur Little Busters! ont également été produites par différents éditeurs, et dessinées par de nombreux artistes. Le premier volume de la première anthologie, une collection de yonkoma publiée par Enterbrain sous le titre Magi-Cu 4-koma Little Busters!, est sorti le 25 septembre 2007 sous le label MC Comics ; le sixième volume de cette série est sorti le 25 juillet 2008. La seconde série d'anthologie, Little Busters! Comic Anthology, a été publiée par Ichijinsha du 25 octobre 2007 au 25 juillet 2008 en trois volumes, sous le label DNA Media Comics. Le premier volume de la troisième anthologie, Little Busters, publiée par Ohzora, est sorti le 24 novembre 2007 sous le label Twin Heart Comics ; le troisième volume de cette série est sorti le 24 janvier 2008. Une autre anthologie, Allez ! Allez ! Nos Little Busters! (いけ!いけ!僕らのリトルバスターズ!, Ike! Ike! Bokura no Ritoru Basutāzu!), publiée en un volume par Harvest le 20 décembre 2007, a été reconnue par Key comme une anthologie officielle. Le premier volume d'une collection de yonkoma, publiée par Enterbrain sous le titre Magi-Cu 4-koma Little Busters! Ecstasy, est sorti le 25 novembre 2008, le sixième volume est sorti le 25 décembre 2009. Le premier volume d'une autre anthologie, Little Busters! Ecstasy Comic Anthology, a été publié par Ichijinsha en novembre 2008, le second volume en mars 2009. Le premier volume de l'anthologie Little Busters! Ecstasy Ecstatic Anthology a été publié par Ichijinsha en juillet 2009, le second volume en octobre 2009. Une anthologie publiée par Brain Navi, Little Busters! Ecstasy 4-koma Maximum (リトルバスターズ！エクスタシー 4コマMAXIMUM, Ritoru Basutāzu! Ekusutashī 4-koma MAXIMUM), est sortie le 15 décembre 2008. Une anthologie de manga intitulée Little Busters! Comic A La Carte (リトルバスターズ！コミックアラカルト), ainsi qu'une autre anthologie intitulée Little Busters! Ecstasy Comic A La Carte (リトルバスターズ！エクスタシー コミックアラカルト), ont été publiées dans Comp Ace. Chaque série d'anthologie a été écrite et dessinée en moyenne par vingt personnes par volume,,.

### Webradio
Une webradio pour la promotion de Little Busters!, nommée Natsume Brothers! (ナツメブラザーズ!, Natsume Burazāzu!) (« les Frères Natsume »), a été pré-diffusée le 9 juin 2008, et a commencé à être diffusée régulièrement le 23 juin 2008. L'émission est mise en ligne tous les lundis, et elle est produite par la station de webradio japonaise Onsen. Elle est animée par Tomoe Tamiyasu et Hikaru Midorikawa, qui doublent Rin et Kyousuke Natsume dans le visual novel, pour les 35 premières émissions. À partir de l'émission du 2 mars 2009, le titre a été changé en Natsume Brothers! (21) (ナツメブラザーズ! (21), Natsume Burazāzu! (21)), et un troisième animateur a été ajouté, Miyako Suzuta, qui double Kudryavka Noumi dans le jeu.
Un épisode exclusif de 22 minutes était inclus dans la première édition de Little Busters! Ecstasy sorti le 25 juillet 2008. Le premier volume d'une compilation de CD contenant les huit premiers épisodes (dont celui de pré-diffusion), est sorti le 15 août 2008 pour être vendu au Comiket 74, et dans tous les magasins le 24 septembre 2008. Les volumes deux à quatre de la compilation sont sortis entre le 26 novembre 2008 et le 26 mars 2009, contenant tous les autres épisodes de Natsume Brothers! jusqu'à l'épisode 35. Le premier volume de la compilation sur CD de Natsume Brothers! (21), contenant les neuf premiers épisodes, est sorti le 26 juin 2009 ; les volumes deux à quatre sont sortis entre le 25 septembre 2009 et le 29 janvier 2010, et contiennent les épisodes de Natsume Brothers! (21) jusqu'au numéro 36. Un épisode exclusif de Natsume Brothers! (21) est inclus dans la version PlayStation 2 du jeu, Little Busters! Converted Edition, sorti le 24 décembre 2009.

### Anime
C'est en mars 2012 que le studio Visual Arts et les développeurs de Key ont annoncé l'adaptation en anime de leur visual novel. La série animée, réalisée par le studio J. C. Staff, débutera le 6 octobre 2012 au Japon.
Le réalisateur est Yamakawa Yoshiki, qui s'est occupé des anime Hatsukoi Limited et Kill Me Baby.

## Musique
Le visual novel Little Busters! a six chansons principales, dont le générique d'ouverture Little Busters! chanté par Rita. Il y a quatre génériques de fin différents : trois dépendent de l'héroïne avec laquelle le joueur termine la partie, et le quatrième est le générique final. Le générique de fin pour les scénarios de Rin et de Yuiko est Song for friends, celui de Komari et Haruka est Alicemagic, celui de Kudryavka et Mio est Temps clair après la pluie (雨のち晴れ, Amenochi Hare); et enfin, le dernier générique est Little Busters! -Little Jumper Ver.-. Il y a une autre chanson, qui apparaît peu avant la fin du jeu : Au loin (遥か彼方, Haruka Kanata). Cette chanson et tous les génériques de fin sont chantés par Rita. Lorsque le joueur a terminé le jeu au moins une fois, l'écran de menu permet de joueur un ensemble de 45 pistes musicales. Sept personnages de Little Busters! ont leur propre thème musical, qui apparaît en musique de fond : les six héroïnes et Kyousuke Natsume. Le thème de Rin est Ring Ring Ring!, celui de Komari est Ensemble Magique (魔法のアンサンブル, Mahō no Ansanburu), celui de Haruka est Chagrin d'une fille bruyante (騒がし乙女の憂愁, Sawagashi Otome no Yūshū), celui de Kudryavka est Coffre à jouets exotique (えきぞちっく・といぼっくす, Ekizochikku Toibokkusu), celui de Yuiko est Caprice couleur de cœur (心色綺想曲, Kokoroiro Kisōkyoku), celui de Mio est La lumière approche (光に寄せて, Hikari ni Yosete), et celui de Kyousuke est Boys Don't Cry.
Little Busters! Ecstasy a pour générique de début une version remixée de celui de Little Busters!, utilisant la version incluse dans l'album Rock Busters! avec de légers changements, renommée Little Busters! -Ecstacy [sic] Ver.-. Ecstasy contient aussi des versions remixées des chansons Song for friends et Alicemagic. La version remixée de Song for friends a moins de paroles, et a été renommée Song for friends -No Intro Ver.- ; la version remixée de Alicemagic est celle de l'album Rock Busters! renommée Alicemagic -Rockstar Ver.-. Ce dernier remix est utilisé comme générique de fin pour les scénarios de Kanata et Sasami, tandis que le remix de Song for Friends remplace la version originale en tant que générique de fin des scénarios de Rin et de Yuiko. Ecstasy contient une nouvelle chanson qui sert de générique de fin au scénario de Saya, Saya's Song, interprétée par Lia. Le thème musical de Saya, intitulé Courir (駆ける, Kakeru), est un remix de la chanson Courir (走る, Hashiru) qui se trouve sur l'album Love Song de Riya sorti en 2005 sous le label Key Sounds Label. Le thème musical de Kanata est Will&Wish et celui de Sasami est Le Chat, le Verre et la Lune ronde (猫と硝子と円い月, Neko to Garasu to Marui Tsuki).
Le premier album lié à Little Busters! était un maxi single intitulé Little Busters!, sorti le 25 mai 2007. Il contenait les chansons Little Busters!, Haruka Kanata et Alicemagic en versions originale et instrumentale. Comme pour les précédentes œuvres de Key (à l'exception de Planetarian: Chiisana Hoshi no Yume), un album était inclus avec la version limitée du jeu ; cet album, sorti le 27 juillet 2007, est intitulé Semicristalline., et contient des arrangements de dix pistes musicales du jeu. Huit des pistes en question sont des musiques de fond, les deux dernières sont des remixes de Little Busters! et de Haruka Kanata. La bande originale du jeu est sortie en album le 17 août 2007 lors du Comiket 72, contenant trois disques pour 43 pistes différentes ainsi qu'une version au piano de l'une des musiques de fond, une version courte d'une autre musique de fond, plus des versions courtes ou instrumentales des chansons de génériques. Des 53 pistes au total, trois n'apparaissaient pas dans le visual novel. La bande originale de Little Busters! est sortie dans les magasins au Japon le 28 septembre 2007. Deux autres albums sont sortis pour le Comiket 73 le 28 décembre 2007 : un autre album d'arrangements intitulé Rockstar Busters!, et un single intitulé Rin no Hisokana Koi no Uta / Mission:Love sniper, interprété par Tomoe Tamiyasu, la doubleuse de Rin dans le jeu.
Le 29 février 2008, un album de remixes trance de la musique de Little Busters!, intitulé OTSU Club Music Compilation Vol.2, a été publié par OTSU, un collectif de DJ. Un EP est sorti le 4 mai 2008, contenant les versions originales et remixées de Little Busters!, Haruka Kanata et Alicemagic, les versions remixées venant de l'album OTSU Club Music Compilation Vol.2. Un autre album de remixes, intitulé Ontology, contenant des arrangements de neuf pistes de Little Busters! Ecstasy, est sorti avec l'édition limitée de Ecstasy le 25 juillet 2008. Une bande originale, contenant d'autres pistes musicales du jeu, Little Busters! Ecstasy Tracks, est sorti le 15 août 2008 pour le Comiket 74. Un single, Saya no Nemureru Requiem / Saya's Song, chanté par Harumi Sakurai qui double Saya dans Little Busters! Ecstasy, est sorti en février 2009. Deux autres singles similaires sont sortis en décembre 2009 pour le Comiket 77 : Raison / Pickles o Oishiku Suru Tsukurikata chanté par Keiko Suzuki qui double Kanata Futaki, et Neko to Garasu to Marui Tsuki / Alicemagic chanté par Tomoe Tamiya qui double Sasami Sasasegawa. Tous ces albums sont sortis sous le label musical de Key, Key Sounds Label.

## Accueil et critiques
De la mi-juin à la mi-juillet 2007, l'édition limitée de Little Busters! s'est classée seconde des pré-commandes de jeux PC au Japon. Cette édition s'est classée première vente de jeux PC au Japon en juillet 2007. Le jeu, édition normale incluse, s'est classé sept autres fois dans les meilleures ventes, en se classant quatorzième, vingt-cinquième (2 fois), trente-septième, trente-neuvième (2 fois) et quarante-et-unième, entre les mois d'août 2007 et de février 2008. Selon les informations de ventes publiées par Gamasutra, prises sur le site d'Amazon au Japon, Little Busters! a été numéro 1 des ventes de jeux PC entre le 26 juillet et le 17 août 2007,,. Il s'est ensuite classé troisième la semaine suivante, à partir du 24 août 2007, et n'est plus apparu par la suite dans le classement,. Little Busters! était la meilleure vente de juillet 2007 sur Getchu.com, puis s'est classé douzième le mois suivant,. Malgré la chute de ses ventes plus tôt dans l'année, Little Busters! s'est classé meilleure vente de l'année 2007 sur Getchu.com. Une reprise de la chanson Little Busters! apparaît dans la suite du visual novel Time Leap de Front Wing, Time Leap Paradise, sorti le 24 juillet 2009.
De la mi-mai à la mi-juillet 2008, Little Busters! Ecstasy s'est classé premier des pré-commandes de jeux PC au Japon. Son édition limitée s'est classée meilleure vente de jeu PC au Japon en juillet 2008. Ecstasy s'est vendu très rapidement à Akihabara le jour de sa sortie, et à la fin de la journée, la moitié des magasins avaient écoulé tous leurs stocks du jeu. Le jour suivant, la plupart des magasins d'Akihabara étaient en rupture de stock pour Ecstasy. Quatre jours seulement après la première sortie d'Ecstasy, Key a annoncé que de nombreux magasins étaient en rupture de stock. Trois mois après sa sortie, Key a annoncé que Little Busters! Ecstasy s'est vendu à plus de 100 000 exemplaires.
Getchu.com organise un sondage annuel sur les jeux bishōjo, où les joueurs votent sur le site pour les meilleurs jeux de l'année précédente dans différentes catégories. Pour le classement de 2007, les catégories étaient : général, scénario, thèmes musicaux, musique de fond, images, gameplay et héroïnes. En février 2008, les joueurs ont évalué plus de 470 jeux différents sortis en 2007, et Little Busters! s'est classé premier dans toutes les catégories sauf deux : images (où il était troisième) et gameplay (où il était second),,,,,,. Rin s'est classée première dans le classement des héroïnes les plus populaires, Kudryavka quatrième et Komari treizième. Pour le classement de 2008, les catégories étaient : général, scénario, gameplay, images, vidéo de début, thèmes musicaux chantés, musique de fond, personnages, voix et choix du nom du jeu. Au début de l'année 2009, les joueurs ont évalué plus de 400 jeux sortis en 2008, et Little Busters! Ecstasy s'est classé second en général, second pour le scénario, troisième pour le gameplay, douzième pour les images, cinquième pour la vidéo de début, troisième pour les thèmes musicaux chantés, second pour la musique de fond, cinquième (Saya Tokido) et dixième (Kudryavka Noumi) pour les personnages, premier (Kazane pour la voix de Saya Tokido) et sixième (Tomoe Tamiyasu pour la voix de Rin Natsume) pour les voix et second pour le choix du nom du jeu

### Expositions
Little Busters! est le premier jeu de Key à se voir consacrer un numéro entier de Dengeki G's Festival!, une édition spéciale du magazine Dengeki G's Magazine d'ASCII Media Works publiée à intervalles irréguliers. Il s'agit du neuvième numéro de Dengeki G's Festival!, sorti le 30 juin 2007. En plus de 80 pages entièrement consacrées au jeu, le magazine était accompagné d'une taie de dakimakura (coussin géant), d'un petit nettoyeur de téléphone portable et d'un petit puzzle. ASCII Media Works a également sorti le troisième numéro d'une autre publication spéciale, Dengeki G's Festival! Deluxe, le 30 juin 2008, et se numéro était consacré à Little Busters! Ecstasy. Contenant également 80 pages consacrées au visual novel, le magazine était accompagné d'un tapis de souris ergonomique, d'un puzzle et d'un jeu de cartes. Le troisième volume d'une autre publication spéciale de la même série, Dengeki G's Festival! Comic, est sorti le 26 juillet 2008 avec Rin sur la couverture, et le magazine était accompagné d'une taie de dakimakura, d'un carnet de notes et d'un poster.
Une exposition d'art consacrée à Little Busters! a eu lieu à Osaka les 3 et 4 mai 2007, et à Tokyo les 24 et 25 mai 2007. Une grande partie des images des personnages et des arrière-plans utilisées dans le jeu y étaient exposées, ainsi que des illustrations de promotion originales et des dessins de conception, faits alors que le jeu était en développement. Les organigrammes du scénario du jeu étaient également exposés ainsi que ceux de Clannad. L'exposition présentait aussi un mannequin grandeur nature de Rin Natsume portant un gant de baseball dans chaque main, mais au lieu d'une balle de baseball, il y avait un chat dans chaque gant. Ce mannequin a ensuite été mis en vente aux enchères sur Yahoo!, à la fin du mois de septembre 2007, et vendu pour 764 000 yens (environ 6 100 €), alors que les vendeurs espéraient au moins 5 000 000 yens (environ 40 100 €).